# Vasyl Kuk
Vasyl Stepanovyč Kuk (ukrajinsky Василь Степанович Кук, pseudonym Koval, 11. ledna 1913 – 9. září 2007) byl ukrajinský nacionalista, který byl poslední lídr Ukrajinské povstalecké armády, po smrti Romana Šuchevyča. V roce 1954 byl zajat jednotkami KGB SSSR a strávil 6 let ve vězení bez soudního rozsudku.

## Život
Vasyl Kuk se narodil dne 11. ledna 1913 v Krasne u Zoločivu. Vystudoval právo na Katolické univerzitě v Lublinu a vstoupil do radikální Organizace ukrajinských nacionalistů (OUN). V roce 1937 odešel do ilegality, aby unikl polské policii. V roce 1941 se stal jedním z vůdců OUN. Během druhé světové války vedl v letech 1942 až 1943 protinacistické podzemí organizované OUN v Dněpropetrovsku, než se vrátil na západní Ukrajinu. Po smrti vůdce Romana Šuchevyča v roce 1950 Kuk převzal roli velitele UPA a OUN na Ukrajině. Kuk byl zajat sovětskými silami v roce 1954. Po šesti letech věznění a výslechů byl amnestován a bylo mu povoleno přestěhovat se do Kyjeva. Po získání diplomu z filozofie na Kyjevské univerzitě pracoval v Institutu historie Akademie věd Ukrajinské SSR, než byl po vydání jeho knihy Marxismus-leninismus o ukrajinské národnostní otázce propuštěn jako nežádoucí osoba. V 90. letech se stal aktivním ve veteránských záležitostech UPA. Zemřel ve věku 94 let a byl pohřben v rodné obci. Viktor Juščenko, ukrajinský prezident v letech 2005 až 2010, ho označil jako „zosobnění ukrajinské myšlenky“.

## Vyjádření Ukrajincům
V roce 1960 Vasyl Kuk napsal veřejný dopis. Své prohlášení směřoval k Ukrajincům žijícím mimo Sovětský svaz. Kuk přečetl svůj dopis v sovětském rádiu 19. září 1960. Jeho dopis pak přetiskl sovětský tisk a nakonec i noviny v USA a Kanadě.
Kuk v dopise přiznává svou protibolševickou činnost před druhou světovou válkou, během ní i po ní, zčásti ji vysvětluje vlastním „klamem“ a zčásti odsuzuje. Dále uvádí, že byl zatčen, ale později propuštěn dekretem Nejvyšší rady Ukrajinské SSR a nyní je spolu se svou manželkou „svobodným občanem Ukrajinské SSR“.
Největší část dopisu je věnována důkazu, že na Ukrajině již není potřeba podzemního odporu a že vzpoura proti komunismu je synonymem vzpoury proti ukrajinskému národu. Kuk uvedl, že i když je možná pravda, že v dobách „kultu osobnosti“ Stalina nebyly podmínky příliš příznivé, ale ve skutečnosti ne tak špatné, jak naznačují nacionalisté a nyní za Nikity Sergejeviče Chruščova jsou věci opravdu v pořádku a pokud nevěřte tomu pak "přijďte a uvidíte sami."

## Smrt a pohřbení
Kuk zemřel 9. září 2007 ve svém bytě v Kyjevě. Rozloučení s posledním vrchním velitelem Ukrajinské povstalecké armády se konalo v Kyjevě v Učitelském domě, poté bylo jeho tělo převezeno do Lvova, kde pokračoval smuteční obřad. Kuk byl pohřben ve své vlasti – ve vesnici Krasne.